# 斯温暴动
斯温暴动（英語：Swing Riots）是1830年由英格兰南部及东部的农民所发动的大规模起义。这些民众主要是抗议严酷的工作环境以及农业生产的机械化。

## 原因
斯温暴动之所以会爆发有许多原因。约翰·弗莱彻·克卢斯·哈里森教授认为，这场事件的爆发主要是过去50年来英国农业劳动力逐渐贫困化和剥夺日益加重的结果。卡那封勋爵在议会中就说道，英国工人处境现在变得比欧洲任何一个国家都要恶劣的多，他们的雇主提供的环境令他们挨饿受苦。
当时打谷机的出现导致了许多工人流离失所，所以人们十分厌恶这种机器；而除了砸毁打谷机外，人们工资很低却还要缴纳十一税，这也是暴动的一个重要原因。暴动者摧毁了有压迫穷人现象的济贫院以及征收什一税的谷仓，还出现了焚烧干草堆以及攻击牲畜的情况。

## 名稱由來
“斯温暴动”这个名字来源于“斯温长官”，当时的暴动者给农夫、地方法官及牧师等人写了很多恐吓信，信的署名就是这个名字。但其实这是一个虚构出来的人物，他为这场运动增加了一些传奇色彩（“斯温”在英语中指的是用于手动打谷的摇摆杆）。“斯温长官”的信件在1830年10月21日首次被《泰晤士报》报道。

## 背景
19世纪早期的英格兰竟然没有一个有产的小农阶级，这在当时的大国中几乎是独一无二的。英国农村的《圈地法》是农民生活困苦的原因之一。在1770年至1830年之间，大约有600万英亩（也就是24000平方公里）的公用土地被圈走。而在过去的好几个世纪当中，这些公用土地都是穷人用来放牧并种植自己的农产品的地方。现在这些地却都被当地的大地主瓜分了，这使得无产阶级没有了自己的土地，而只有为别人做工才能生存。在拿破仑战争期间这种生活还是可以忍受的，因为那时劳动力短缺及玉米价格高涨的状况带来了经济的繁荣；但在1815年大战结束后，就出现了谷物价格暴跌以及劳动力供应过剩的现象。
根据社会历史学家约翰·劳伦斯·哈蒙德和芭芭拉·哈蒙德的说法，圈地对小农和佃农的影响是极其致命的。在圈地前佃农是一个有土地的劳动者；而在圈地之后他们就失去了自己的土地。
但与哈蒙德夫妇于1911年做出的分析相反，历史学家明盖伊（G. E. Mingay）在其1997年所著的书中指出，当1830年斯温骚乱爆发时，圈地现象十分普遍的中部地区却几乎完全没有参与暴动。而暴乱最严重的地区是集中在南部和东南部的几个郡，这些地方恰恰受圈地的影响很小。钱伯斯（J. D. Chambers）和明盖伊认为，哈蒙德夫妇的理论有夸大之处，因为实际上圈地现象反而使得地更多土地得以耕种，因而给不断增加的人口提供了需要的粮食，还与此同时带来了更多的农村就业。研究斯温暴动的现代史学家埃里克·霍布斯鲍姆和乔治·鲁德仅仅引用了3起骚乱事件来证明圈地是直接原因，而整个斯温暴动共有1475起骚乱事件。自20世纪末以来，一批新近的历史学家开始质疑这些观点。有人认为圈地运动导致了长久以来的农民生活方式遭到破坏，使得过剩的农民工不得不进入城镇成为工业工人。
被抓到的抗议者会面临“纵火”、“抢劫”、“暴动”、“破坏机器”及“殴打”的指控。他们会面临监禁和流放的刑罚，严重者会被判处死刑。
在18世纪80年代，工人们会去年度招聘会上寻找工作，在接下来的一年里都会给这个雇主做工。在这一年的时间内，工人会收到他的雇主以实物或现金的方式付款，并且往往可以和雇主家一起吃饭。但随着时间的推移，劳资关系逐渐趋向恶化。合同变得越来越严格，工人们开始只能拿到现金的工资，合同的期限也变得越来越短。一开始还只是月度雇佣变得更加普遍；到后来居然出现仅仅雇一周的合同。1750年至1850年间，农民们面临着剥夺土地、合同改革以及经济形势急剧恶化的局面。到1830年暴动时，他们的生活状况没有什么好转；除了可以根据旧的济贫法系统获得教区救济之外，他们几乎没有任何地位。
历史上修道院一直是负责救济穷人的，但亨利八世在16世纪30年代解散了修道院，这一责任就到了教区头上。1662年的《住所法》严格限制了对教区内贫民的救济。济贫法体制需要向地主和佃户收取一种“教区税”，这些税金被拿来向生病或失业的教区居民提供救济。但这些救济都是杯水车薪，有时还需要这些穷人有残疾或其他缺陷才有资格收到。随着更多的人开始依赖教区救济，纳税人便越来越大力地反对这些税收，救济水平因而变得更低了。1795年，伯克郡政府认为一名成年男子需要3.5块1加仑面包的供给。然而在1817年，威尔特郡规定提供的配给已经下降到2块面包。而且，《济贫法》的实施导致了农民收入的进一步下降，这是因为农夫会尽可能地压低自己付给工人的工资，反正教区也会给他们钱来补足到一个可以维持生活的水平（参考“斯宾汉姆兰体系”）。
除此以外，教会收的什一税是压在农民身上的又一块大石。一开始这就是教会收取教区收入十分之一的税项。然而本来可以用实物支付的什一税后来只能付现金，因为现金可以用来作为当地国教教会首领的津贴。现金征收通常是严格执行的，就算本人是教会成员也没有用，而且金额往往是远高于穷人所能负担的。在斯温暴动中，最大的一个诉求就是要求大幅减少什一税。
压垮骆驼的最后一根稻草便是马力打谷机的引进，这种机器一台可以做好几个人的工作。打谷机自引入后便迅速在农村蔓延、威胁到成千上万农民的生计。1828及1829年连续两年几乎颗粒无收，而此时1830年的冬季即将到来，农民们都感到十分恐惧。

## 事件過程

### 暴动

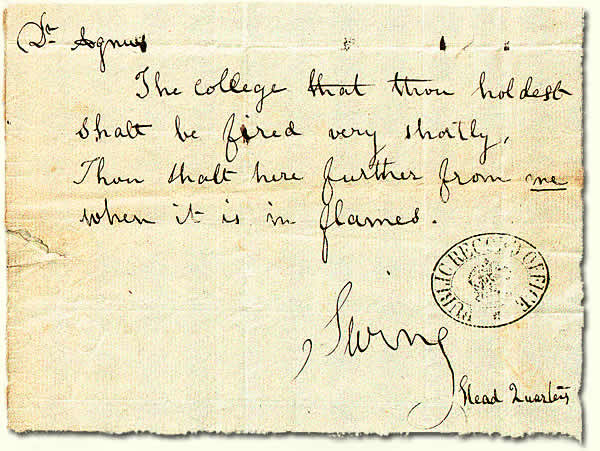
典型的斯温信件

事件开始于1830年夏天，那时东肯特的伊勒姆谷地区出现了民众砸毁打谷机的事件，到12月初已蔓延到整个英格兰南部及东盎格利亚地区。1830年8月28日星期六的晚上，第一台打谷机被砸毁；而截至10月的第三周，东肯特已有100多台打谷机被摧毁。
愤怒的暴动者列出了工人阶级所深恶痛绝的三件事：
- 什一税制，这是圣公会教会强征的税收。
- 济贫官，这些人表面上执行《济贫法》实际上却对穷人滥用权力。
- 富农，他们在引进农业机械的同时釜底抽薪地逐步降低工人工资。[1]

英国东南部的肯特郡率先爆发动乱，那里的斯温骚乱分子开始砸毁打谷机，并恐吓那些拥有打谷机的农民。暴乱在南方的萨里郡、萨塞克斯郡、米德尔塞克斯郡及汉普郡迅速蔓延，然后向北扩展到家乡诸郡、中部地区以及东安格利亚。原本这些骚乱主要是出现在南部和东安格利亚地区的地方现象，但后世的研究揭示了斯温暴动影响的范围究竟有多广：它几乎涉及到苏格兰边境线上的每一个郡。在所有骚乱中，60％集中在南部（伯克希尔165起，汉普郡208起，肯特154起，苏塞克斯145起以及威尔特郡208起）；而东安格利亚的骚乱较少（有剑桥17起，诺福克88起以及萨福克40起），而西南、中部和北部都只有轻微影响。
不同郡的暴动者使用的策略不同，但通常都是给当地的地方法官、牧师、富农或济贫官写恐吓信，署名斯温长官。这些信件通常会要求提高工资、削减什一税税金以及销毁打谷机，信中说如果政府不办，他们便自己去办。如果无视恐吓信，那么当地农场的工人通常会举行集会，规模一般在200到400人，他们会威胁称如果自己的要求没有得到满足，则可能会做出一些骇人的行动。暴动者一般是四处砸毁打谷机、攻击济贫院及什一税谷仓，然后再解散或前往下一个村庄。只要房子里有为打谷机提供动力的发动机，那这栋房子也会遭到攻击；许多“圆磨屋”也被摧毁，这些建筑物又叫“马房”，里面放置有打谷机，英格兰东南部的“砸马房”现象格外严重。暴徒的行为还包括在夜间对农场、谷仓和草垛进行纵火，一般是在月黑风高时动手，因为晚上更容易逃避追捕。虽然暴动者的很多行为都是在夜间秘密进行的，但他们和农民及政府的谈判却一般是在白天。
尽管他们口呼“给面包还是吃砍刀”的口号，但有记载的伤亡只有一人，此人还是一个暴动者，且不确定究竟是被士兵还是农民所杀。其实暴动者只想破坏财产，不想杀伤性命；类似的暴动模式就在全国迅速传播开来。1830年肯特郡第一场骚乱爆发前一个月，在法国就爆发了七月革命；所以这场暴乱又尝尝被归咎于“法国特务”的煽风点火。尽管农民在动乱中使用了各种不同的策略，但他们的主要目标仅仅是达到最低生活工资并摆脱失业。

### 后续

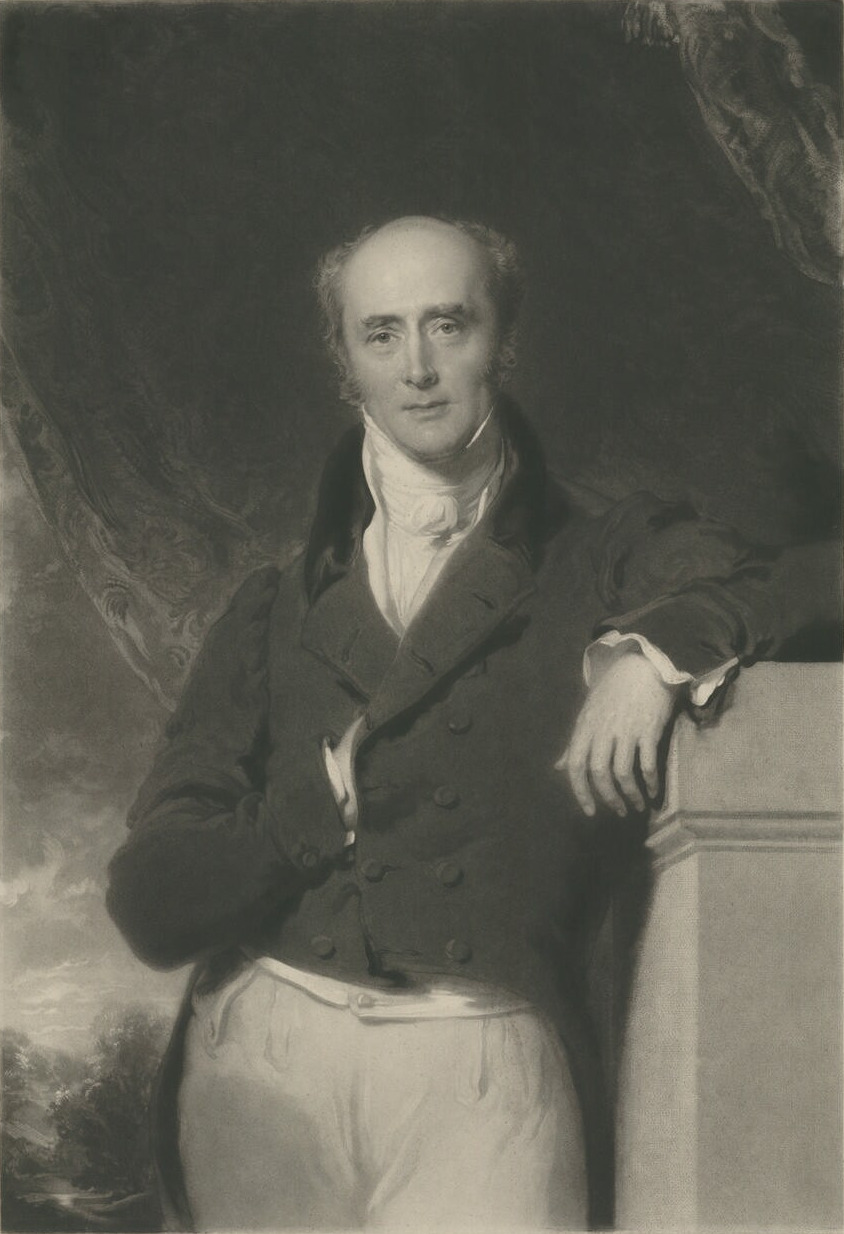
第二代格雷伯爵查尔斯·格雷

最终富农们同意提高工资，牧师和一些地主也减少了租金和什一税。但许多富农后来又违背协议，导致动荡加剧。许多人主张政治改革是解决动乱的唯一办法。其中格雷伯爵就在11月的上议院辩论中表示，解决这一暴力事件的最佳方式便是开展下议院改革。但首相威灵顿公爵则回答说，现有的宪法实在太过完美，以至于他无法想象任何可能的改进方案。据称，一群暴民后来袭击了威灵顿在伦敦的住所。
骚乱一开始仅局限于肯特郡，但在后来11月的两周内，事态开始全面升级，从东萨塞克斯和西萨塞克斯一路延伸到汉普郡，并在附近的其他几个郡都出现了斯温恐吓信的事件。

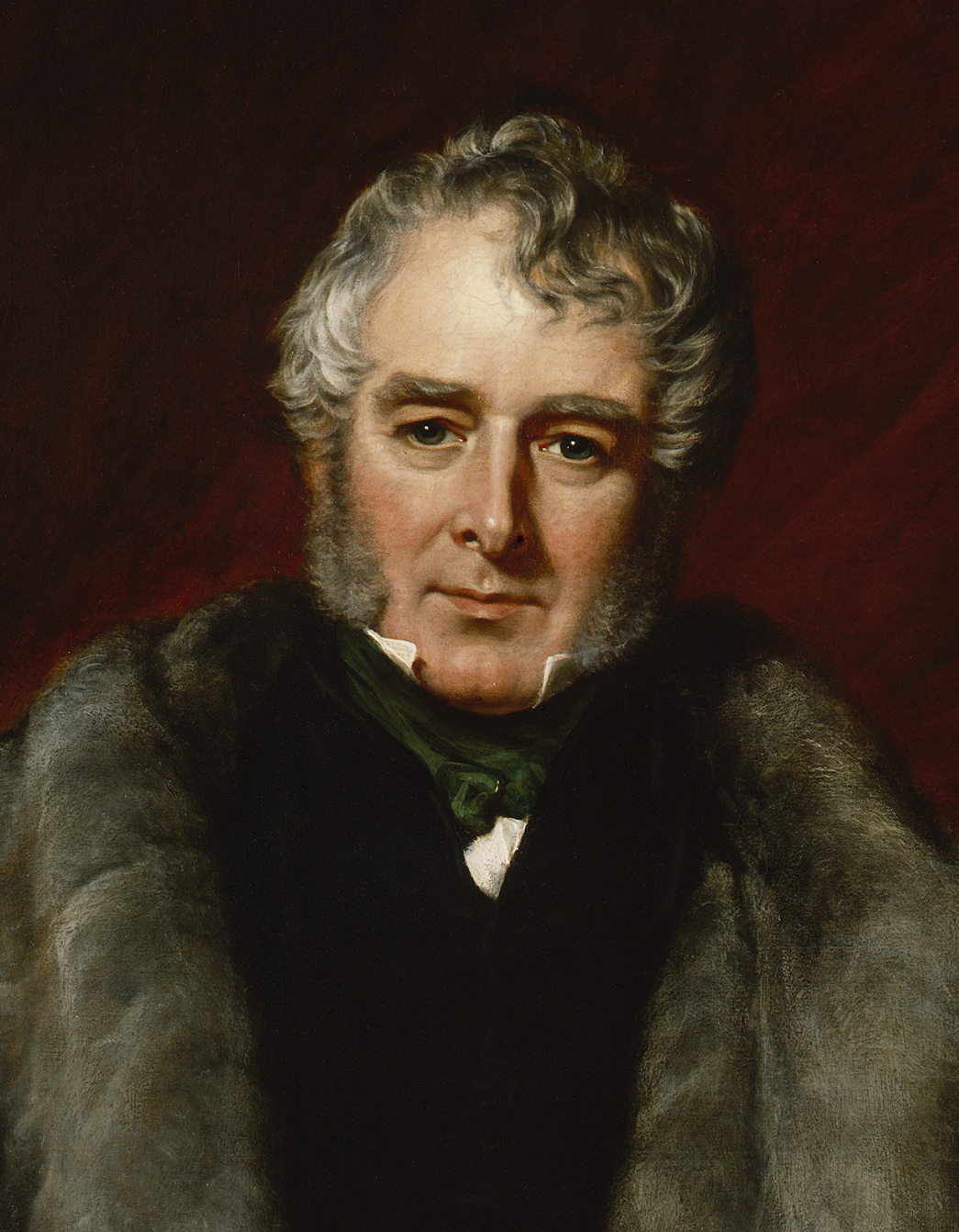
第二代墨尔本子爵威廉·兰姆

1830年11月15日，威灵顿政府在下议院投票中落选。两天后，格雷伯爵上台、组建辉格党政府。格雷委托内阁委员会制定议会改革计划。墨尔本勋爵便成为了新政府的内政大臣。在1830到1832年的骚乱期间，墨尔本的应对手段积极而果敢，他的改革派同僚也因此而十分感谢他。墨尔本指责当地治安法官对暴徒过于仁慈，政府随后任命了由三名法官组成的特别委员会，在伯克希尔、白金汉、多塞特、威尔特和汉普等郡审判暴徒。英格兰的地主阶级受到骚乱的严重威胁，并采取了严厉的惩罚措施。在1830至1831年间，将近2000名暴动者受到审判、252人被判处死刑（但实际上只有19人被绞死）、644人被囚禁、481人被送往澳大利亚的流放地。并非所有的暴动者都是农场工人，被判刑的人也包括农村匠工。
当局收到许多要求起诉左翼官员的信件，作家威廉•科贝特因发表过亲农民的言论而也被要求起诉；然而真正让他被判处煽动诽谤罪的是他在政治登记册上写的文章。他曾写过一篇题为《斯温起义是一场农村阶级斗争》的文章。该文批判了那些无所事事却生活富裕、整日吸食辛勤工作的农民的血汗的人；他呼吁开展议会改革来解决问题。1831年7月他在市政厅受审，他传唤了包括首相在内的六名内阁成员。在辩护时，科贝特却继续猛烈地抨击社会。他试图向政府的大臣们询问一些令他们尴尬的问题，但这些问题被首席大法官拒绝了。然而他还是得以驳斥检方的起诉，并且令政府非常尴尬，最终他被无罪释放。
“斯温暴动”对当时的辉格党政府产生了的重大影响。这场事件使19世纪30年代英国各地本就已经十分强烈的社会、政治及农业的动荡更加剧烈，它提出了更广泛的政治改革要求，最终使得《1832年改革法令》及《1834年穷人法修正案》得以推出。《修正案》取消了现金或实物形式的“户外救济”，并在全国范围内建立了一个覆盖较大地区范围的连锁济贫院，需要救济的穷人必须要去这些济贫院。